# Baião (Portugal)
Baião ist eine Gemeinde (Concelho) in Portugal.  Die Gemeinde wird im Norden von den Gemeinden Amarante und Santa Marta de Penaguião, im Osten von Mesão Frio, Peso da Régua, im Süden von Resende und Cinfães und im Westen von Marco de Canaveses begrenzt.  Die Gemeinde besteht aus drei Kleinstädten: Baião, Ancede und Santa Marinha do Zêzere.

## Geschichte
Funde belegen eine Besiedlung seit der Jungsteinzeit, darunter Megalithanlagen, Gefäße, Äxte und Klingen. Sie können heute am archäologischen Fundort Campo Arqueológico da Serra da Aboboreira besichtigt werden. Im 5. oder 4. Jahrhundert v. Chr. entstanden keltische Siedlungen der Castrokultur. Aus dieser Zeit stammt der Goldschatz, der als umfangreiche Schmucksammlung Tesouro de Baião (dt.: Schatz von Baião) im Lissabonner Archäologiemuseum Museu Nacional de Arqueologia liegt. Aus der Zeit nach der folgenden römischen Eroberung sind Grabstätten, Schrifttafeln, Reste eines Jupiter-Tempels, ein Meilenstein und andere Teile einer Römerstraße erhalten geblieben.
711 eroberten die Mauren das Gebiet. Der Kreuzritter Dom Arnaldo zeichnete sich in den Feldzügen der Reconquista gegen die Araber aus, wofür ihm der König Kastiliens im Jahr 985 das hiesige Gebiet übergab. Über D.Arnaldo ist nicht viel bekannt, möglicherweise war er fränkischer, eher aber baskischer Abstammung, vermutlich aus Bayonne. Er war Begründer des Adelsgeschlecht der Bayãos, woher sich der heutige Ortsname ableitete. Möglicherweise rührt der Ortsname aber auch aus einer ursprünglich lateinischen Bezeichnung für braun-gelbe Farbgebung, baio, woraus vor Eintreffen der Araber die Ortsbezeichnung Baian wurde, und die später dann ihrerseits die Namensgebung des Adelsgeschlecht bedingte. D.Arnaldos Ur-Urenkel wurde als Egas Moniz Erzieher des ersten portugiesischen Königs D.Afonso Henriques.
König D.Manuel I. gab dem Ort 1513 Stadtrechte.

## Verwaltung

### Kreis Baião
Baião ist Sitz eines gleichnamigen Kreises (Concelho) im Distrikt Porto. Am 19. April 2021 hatte der Kreis 17.534 Einwohner auf einer Fläche von 174,5 km².
Die Nachbarkreise sind (im Uhrzeigersinn im Norden beginnend): Amarante, Peso da Régua, Mesão Frio, Resende, Cinfães sowie Marco de Canaveses.
Mit der Gebietsreform im September 2013 wurden mehrere Gemeinden zu neuen Gemeinden zusammengefasst, sodass sich die Zahl der Gemeinden von zuvor 20 auf 14 verringerte.
Die folgenden Gemeinden (Freguesias) liegen im Kreis Baião:

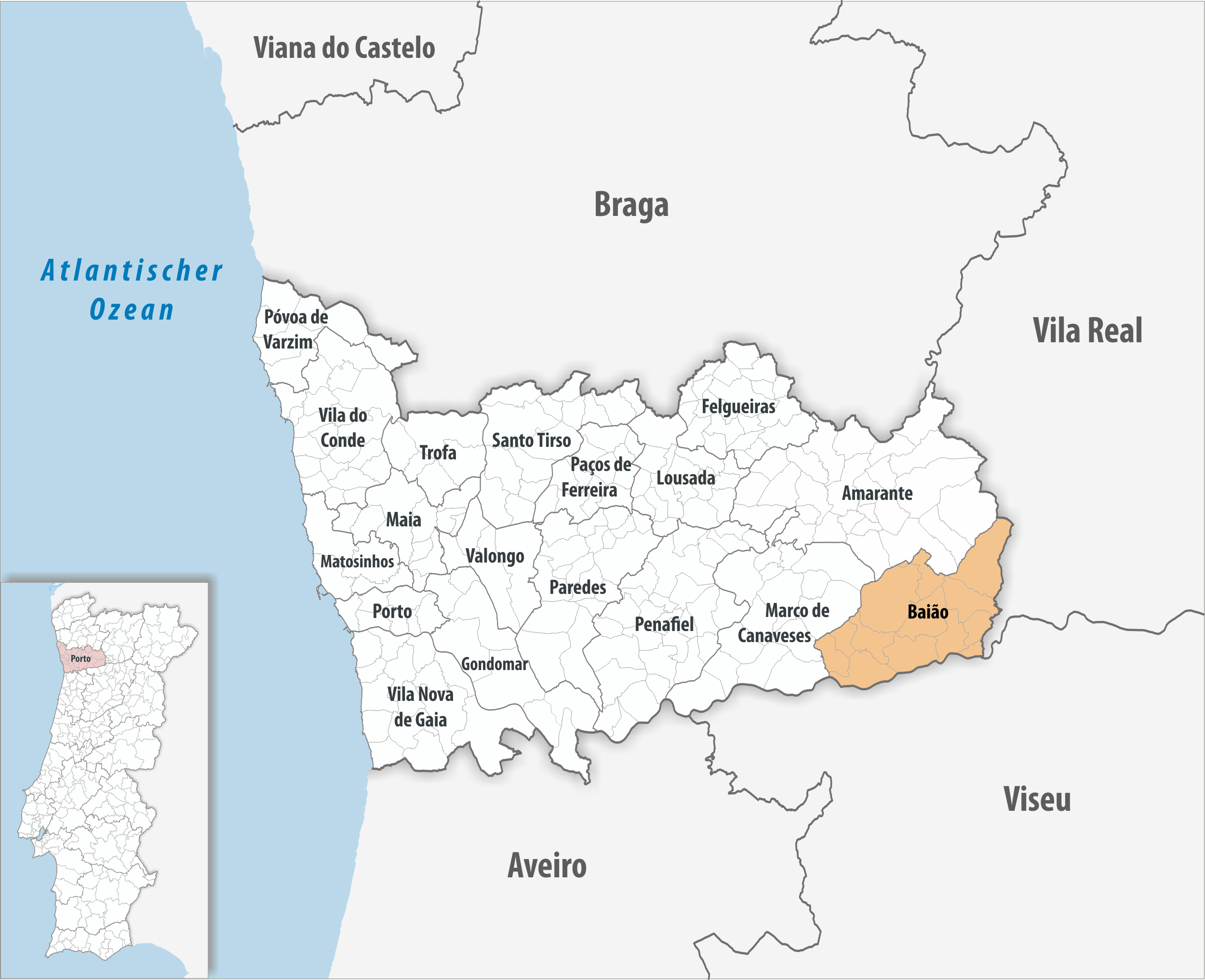
Kreis Baião

| Gemeinde                                  | Einwohner (2021) | Fläche km² | Dichte Einw./km² | LAU- Code |
| ----------------------------------------- | ---------------- | ---------- | ---------------- | --------- |
| Ancede e Ribadouro                        | 2.334            | 15,54      | 150              | 130221    |
| Santa Leocádia e Mesquinhata              | 731              | 7,76       | 94               | 130222    |
| Campelo e Ovil                            | 3.686            | 31,81      | 116              | 130223    |
| Frende                                    | 580              | 2,90       | 200              | 130204    |
| Gestaçô                                   | 1.013            | 14,43      | 70               | 130205    |
| Gove                                      | 1.742            | 11,17      | 156              | 130206    |
| Grilo                                     | 472              | 5,94       | 79               | 130207    |
| Loivos da Ribeira e Tresouras             | 700              | 7,17       | 98               | 130224    |
| Loivos do Monte                           | 301              | 8,75       | 34               | 130208    |
| Santa Cruz do Douro e São Tomé de Covelas | 1.654            | 16,11      | 103              | 130225    |
| Santa Marinha do Zêzere                   | 2.469            | 10,69      | 231              | 130215    |
| Teixeira e Teixeiró                       | 723              | 26,09      | 28               | 130226    |
| Valadares                                 | 733              | 9,93       | 74               | 130219    |
| Viariz                                    | 396              | 6,23       | 64               | 130220    |
| Kreis Baião                               | 17.534           | 174,52     | 100              | 1302      |

### Bevölkerungsentwicklung
| Einwohnerzahl im Kreis Baião (1801–2011) | Einwohnerzahl im Kreis Baião (1801–2011) | Einwohnerzahl im Kreis Baião (1801–2011) | Einwohnerzahl im Kreis Baião (1801–2011) | Einwohnerzahl im Kreis Baião (1801–2011) | Einwohnerzahl im Kreis Baião (1801–2011) | Einwohnerzahl im Kreis Baião (1801–2011) | Einwohnerzahl im Kreis Baião (1801–2011) | Einwohnerzahl im Kreis Baião (1801–2011) | Einwohnerzahl im Kreis Baião (1801–2011) |
| ---------------------------------------- | ---------------------------------------- | ---------------------------------------- | ---------------------------------------- | ---------------------------------------- | ---------------------------------------- | ---------------------------------------- | ---------------------------------------- | ---------------------------------------- | ---------------------------------------- |
| 1801                                     | 1849                                     | 1900                                     | 1930                                     | 1960                                     | 1981                                     | 1991                                     | 2001                                     | 2011                                     |                                          |
| 9.939                                    | 17.944                                   | 23.139                                   | 26.886                                   | 28.864                                   | 24.438                                   | 22.456                                   | 22.355                                   | 20.525                                   |                                          |

### Kommunaler Feiertag
- 24. August

### Städtepartnerschaften
- Spanien: Moraña, Galicien (seit 2015)[6]

## Söhne und Töchter der Stadt
- Soeiro Pereira Gomes (1909–1949), neorealistischer Schriftsteller und kommunistischer Politiker
- Luís Maria Teixeira Pinto (1927–2012), Ökonom und Politiker, Wirtschaftsminister in der Salazar-Diktatur
- José Luís Carneiro (* 1971), PS-Politiker, seit März 2022 Minister für innere Verwaltung